# أليخاندرو غارناتشو
أليكس غارناتشو فيريرا (بالإسبانية: Alex Garnacho Ferreyra) مواليد 1 يوليو 2004 ،هو لاعب كرة قدم أرجنتيني يلعب كمهاجم في نادي مانشستر يونايتد.

## وصلات خارجية
- أليخاندرو غارناتشو على موقع الاتحاد الأوربي (الإنجليزية)
- أليخاندرو غارناتشو على موقع إي إس بي إن إف سي (الإنجليزية)
- أليخاندرو غارناتشو على موقع قاعدة بيانات كرة القدم.إي يو (الإنجليزية)
- أليخاندرو غارناتشو على موقع ليكيب (الفرنسية)
- أليخاندرو غارناتشو على موقع ناشيونال فوتبول تيمز (الإنجليزية)
- أليخاندرو غارناتشو على موقع Soccerbase.com (لاعب) (الإنجليزية)
- أليخاندرو غارناتشو على موقع Soccerway.com (الإنجليزية)
- أليخاندرو غارناتشو على موقع عالم كرة القدم.نت (الإنجليزية)
- أليخاندرو غارناتشو على موقع AS.com (الإسبانية)